# Plano de Guadalupe
O Plano de Guadalupe (em castelhano:  Plan de Guadalupe) foi um manifesto proclamado por Venustiano Carranza em 26 de março de 1913, na Fazenda Guadalupe, propriedade de Carranza em Ramos Arizpe, Coahuila, em resposta ao derrube e execução de Francisco I. Madero, então Presidente do México.
O derrube de Madero fora obra de Victoriano Huerta, quem era o principal general de Madero e que havia estado ao lado das forças da oposição no início da Revolução Mexicana. O documento acusava Huerta de restaurar a ditadura e de cometer traição ao executar o líder constitucional do México durante a Decena Trágica.
Várias figuras de proa da Revolução subscreveram este plano, entre elas Pancho Villa, Álvaro Obregón, Emiliano Zapata e Felipe Ángeles.

## Alterações ao Plano de Guadalupe
O plano de Guadalupe era um documento cujo único propósito era remover o governo ilegal de Victoriano Huerta e, ao contrário do Plano de San Luis e outros planos da revolução, carecia de uma agenda social ou de uma lista de reformas legislativas. Estabelecia que ao cair o governo de Huerta e ao ser tomada a Cidade do México, Venustiano Carranza, primeiro chefe do exército constitucional, tomaria a seu cargo de forma interina o poder executivo, mas não lhe dava poderes legislativos nem um programa de governo a seguir, determinando antes a pronta convocação de eleições.
Ao cair o governo de Huerta e tomada a Cidade do México pelo exército constitucional em 15 de agosto, Venustiano Carranza achou por bem convocar uma convenção republicana com o propósito de "nela acordar as reformas que deviam implantar-se, o programa ao que se sujeitaria o governo provisório, a data em que deveriam ocorrer as eleições dos funcionários federais e outros assuntos de interesse geral." A referida convenção decide remover Venustiano Carranza do seu posto e nomeia Eulalio Gutiérrez Ortiz presidente interino, o que leva Venustiano Carranza a sair da Cidade do México com o seu governo, o qual estabelece temporariamente em Veracruz.
Em Veracruz, em 12 de dezembro de 1915, decreta acrescentos ao Plano de Guadalupe onde declara que dado o país ainda não estar pacificado devido às ações do general Villa, o Plano de Guadalupe continua vigente e que ele continua a ser o primeiro chefe do exército constitucional e encarregado do Poder Executivo. Além disso, dá a si mesmo faculdades legislativas para expedir leis durante este período.
Em 15 de setembro de 1916, já com Villa e Zapata derrotados, e restabelecida a paz, declara uma reforma ao Plano de Guadalupe segundo a qual se convocará um Congresso Constituinte para que seja modificada a constituição do país.

## Documentos originais (em espanhol)
- Plan de Guadalupe, Plano de Guadalupe de 1913
- Adiciones al Plan de Guadalupe, 12 de dezembro de 1914
- Reforma al Plan de Guadalupe, 15 de dezembro de 1916